# Yechiva Talmudique de Philadelphie
La Yechiva Talmudique de Philadelphie est fondée en 1953, sur l'avis du rabbin Aharon Kotler. C'est une yechiva d'inspiration lituanienne.

## Histoire
En 1953, la Yechiva Talmudique de Philadelphie est fondée sur l'initiative du rabbin Aharon Kotler. Elle est dirigée au début par le rabbin Shmuel Kamenetsky (fils du rabbin Yaakov Kamenetsky) et le rabbin Dov Schwartzman. Ce dernier, qui va fonder sa propre yechiva en Israël, est remplacé par le rabbin Elya Svei, en 1955.

## Études
La yechiva comprend une école secondaire (High school) et un Beth Midrash,.